# Cité de St Albans

Localisation de la Cité de St Albans en Angleterre

La Cité de St Albans (en anglais : City of St Albans) est un district du Hertfordshire, en Angleterre. Elle a le statut de district non métropolitain et de cité (city).
Le district a été créé le 1er avril 1974. Il est issu de la fusion de la Cité de St Albans, du district urbain de Harpenden et d'une grande partie du district rural de St Albans. Le statut cité a été accordé au district municipal de St Albans en 1877, après l'élévation de l'abbaye de St Albans au rang de cathédrale. Le statut de cité a été donné au district par lettre patente le 9 juillet 1974.

## Paroisses civiles
Ce district est entièrement découpé en paroisses, à l'exception de l'ancien borough municipal de St Albans.
- Colney Heath
- Harpenden (ville)
- Harpenden Rural
- London Colney
- Redbourn
- Sandridge
- St Michael
- St Stephen
- Wheathampstead

## Source
- (en) Cet article est partiellement ou en totalité issu de l’article de Wikipédia en anglais intitulé « City of St Albans » (voir la liste des auteurs).